# Тенайно
Тенайно (на английски: Tenino, буквени символи за произношение  Архив на оригинала от 2018-12-26 в Wayback Machine.) е град в окръг Търстън, щата Вашингтон, САЩ. Тенайно е с население от 1447 жители (2000) и обща площ от 2,2 km². Намира се на 88 m надморска височина. ЗИП кодът му е 98589, а телефонният му код е 360.